# Kudravi guan
Kudravi guan (lat. Penelope purpurascens) je vrsta ptice iz roda Penelope, porodice Cracidae, usko povezana s australazijskim kokošinama. Živi u nizinama od južnog Meksika i Yucatana sve do zapadnog Ekvadora i južne Venecuele na nadmorskim visinama do 1850 metara. Ugrožena je vrsta zbog krčenja šuma i lova.

## Opis
Arborealna je vrsta ptice, živi uglavnom u šumi na drveću. Živi u skupinama sastavljenim od uglavnom 6-12 jedinki. Hrani se voćem, sjemenkama i kukcima. Gnijezda od grančica gradi na drvećima ili panjevima okruženim lišćem. Ženka polaže dva ili tri velika jaja bijele boje i grube ljuske, te ih inkubira sama.
Dug je 70-91 centimetar, dok je teška 1600-2700 grama. U pojavi je dosta sličan puranima. Ima malenu glavu, duge snažne crvene noge, te dugi i široki rep. Uglavnom je tamno-smeđe boje, s bijelim pjegama na vratu i prsima. Na glavi ima žbunastu ćubu, a gola koža oko oka je plavkasto-siva, dok je podbradak blijedo-crvenkaste boje.

## Podvrste
Ima tri podvrste. To su:
- Penelope purpurascens purpurascens - živi u Meksiku, Hondurasu i Nikaragvi.
- Penelope purpurascens aequatorialis - živi na jugu Hondurasa i Nikaragve, na sjeveroistoku Kolumbije i jugoistoku Ekvadora.
- Penelope purpurascens brunnescens - živi na sjeveru Kolumbije i istoku Venecuele.

## Vanjske poveznice
|  | Zajednički poslužitelj ima stranicu o temi Penelope purpurascens    |
|  | Zajednički poslužitelj ima još gradiva o temi Penelope purpurascens |
|  | Wikivrste imaju podatke o taksonu Penelope purpurascens             |